# Ava Vincent
Ava Vincent (Placerville, Kalifornia, 1975. szeptember 29. –) amerikai pornószínésznő és modell.
A San Joaquin Delta Főiskolán diplomázott színházművészet szakon. Menedzser volt Stocktonban, Kaliforniában mielőtt csatlakozott a felnőtt iparhoz. 2001 augusztusában a Penthouse magazinban jelentek meg képei hónap kedvencei. 2001-ben AVN-díjat nyert, 2002-ben is, még hozzá a legjobb csoportos szexjelenetért járó díjat kapta meg.

## Válogatott filmográfia
| - 2011 Jenna Is Timeless (video) (as Ava Vincent) - 2011 1 Chick 2 Dicks (video) - 2010 Cougar Safari (video) (as Ava Vincent) - 2007 Seymore Butts: I'll Toss Your Salad If You... Butter My Buns! (video) - 2006 Playgirl: Indulging in Lust (video) - 2006 Bordello Exposed 2 (video) (as Ava Vincent) - 2006 More Bang for the Buckxxx (video) | - 2005 She Sucks! (video) - 2005 Lovers Lane (video) - 2005 Naked Ambition (TV movie) - 2005 The Rookie (video) (as Ava Vincent) - 2005 Shhwing (video) - 2005 Signature Series 14: Violet Blue (video) - 2005 Playgirl: Bodies in Heat (video) |